# Сара Макманус
Сара Макманус (швед. Sara McManus) — шведська керлінгістка, олімпійська чемпіонка.

## Кар'єра
Золоту олімпійську медаль та звання олімпійської чемпіонки Макманус виборола на Пхьончханській олімпіаді 2018 року в складі шведської команди, в якій грала на позиції третьої.
Макманус була скіпом шведської юніорської команди, яка виграла чемпіонат світу серед юніорів 2018 року. 
Нешведське прізвище пояснюється тим, що батько Сари був шотландським футболістом. 